# Union Sportive Saint-Malo
Union Sportive Saint-Malo é um clube de futebol francês, com sede na cidade de Saint-Malo. Atualmente disputa o CFA (quarta divisão nacional), no Grupo D.
Foi fundado em 1902 por um antigo jogador do clube inglês Blackpool. Realiza seus jogos no Stade Marville, com capacidade de 2.500 lugares.